# Jack Lang (homme politique australien)
Pour les articles homonymes, voir Jack Lang (homonymie).
John Thomas Lang, né le 21 décembre 1876 à Sydney et mort le 27 septembre 1975 à Auburn (Nouvelle-Galles du Sud), est un homme politique australien, généralement dénommé JT Lang au cours de sa carrière, familièrement connu sous le nom de Jack et surnommé « The Big Fella » (traduisible par « Le gros mec »). Membre du Parti travailliste australien, il est Premier ministre de Nouvelle-Galles du Sud à deux reprises, de 1925 à 1927 et de 1930 à 1932. Il est le seul premier ministre d'un État australien à avoir été démis de ses fonctions par le gouverneur de l'État.

## Jeunesse
Lang est né dans une famille pauvre dans les bidonvilles de Sydney. Son père, Henry James Lang, un horloger-bijoutier, atteint d'une maladie chronique était souvent incapable de travailler. Sa mère s'appelait Mary Whelan. Alors qu'il était encore d'âge scolaire et était élève à l'école primaire Saint-François des Frères Maristes, à Brickfield Hill, il dut vendre des journaux dans les rues de Sydney pour contribuer au soutien de sa famille et reçut une éducation réduite. 

## Début de carrière
Au cours du krach bancaire des années 1890 qui dévasta l'Australie, Lang s'intéressa à la politique, fréquentant les librairies radicales et aidant à l'impression de journaux et de publications pour le parti travailliste qui remporta sa première élection en Nouvelle-Galles du Sud en 1891. Il fit ensuite des petits boulots dans les districts agricoles autour de Parramatta, conduisant une charrette et louant ses services dans les élevages de volailles de la région. Il retourna ensuite à Sydney chez ses parents et, à l'âge de 19 ans, épousa Hilda Bredt, 17 ans, fille de l'éminente socialiste et féministe Bertha Bredt. La sœur d’Hilda, prénommée Bertha comme leur mère, se maria avec l'auteur et poète Henry Lawson. 
Lang devint alors employé dans une agence comptable, où son habileté et son intelligence lui permirent de voir sa carrière avancer rapidement. Dans les années 1900, il était devenu gérant d'une société immobilière dans le quartier alors semi-rural d'Auburn. Il  réussit si bien dans son emploi qu'il créa bientôt sa propre agence dans une zone très recherchée par les familles ouvrières qui voulaient échapper à la misère et au surpeuplement des bidonvilles des quartiers défavorisés. 
Lang continua sa carrière dans la politique, devenant d'abord conseiller municipal puis maire d'Auburn. Il fut élu député travailliste de Nouvelle-Galles du Sud en 1913 dans la circonscription de Granville, alors que le gouvernement était dirigé par le travailliste William Holman. Ses compétences financières l'amenèrent à devenir ministre des Finances du gouvernement travailliste  de John Storey de 1920 à 1922. Dans la période qui suivit la Première Guerre mondiale, l'état connut une période de récession financière et ses comptes se trouvaient dans un déficit persistant et, malgré cela, Lang réussit à réduire le déficit de façon significative. De 1920 à 1927, il fut élu successivement député de plusieurs circonscriptions de Parramatta.
Après que le Parti travailliste ait perdu la majorité en 1922, Lang devint chef de l'opposition en 1923. Il mena son parti à la victoire en Nouvelle-Galles du Sud en 1925 et devint premier ministre.

## Premier mandat de Premier ministre de Nouvelle-Galles du Sud
Au cours de son premier mandat, Lang effectua de nombreuses réformes sociales, comme l'attribution de pensions aux mères veuves ayant des enfants de moins de quatorze ans, un système d'indemnisation universel et obligatoire des travailleurs en cas de décès, maladie ou accident sur le lieu de travail, financé par des prélèvements obligatoires sur les employeurs, la suppression des droits de scolarité dans les écoles secondaires et différentes améliorations aux divers régimes de protection sociale telles que des allocations familiales. Son gouvernement a également procédé à des améliorations des routes principales, comme le pavage d'une grande partie de la Hume Highway et de la Great Western Highway.
Lang redonna également leur ancienneté et leur travail aux employés (dont Ben Chifley, futur Premier Ministre d'Australie) des chemins de fer et des tramways de Nouvelle-Galles du Sud qui avaient été rétrogradés ou licenciés après la grève générale de 1917. 
Dans le domaine de la réforme politique, Lang établit le suffrage universel lors des élections locales - auparavant seulement ceux qui avaient une propriété immobilière dans une ville, municipalité ou comté pouvaient voter aux élections locales. Mais ses tentatives visant à faire abolir la nomination des membres du  Conseil législatif, la chambre haute du Parlement de Nouvelle-Galles du Sud, furent infructueuses. 
Après la défaite travailliste aux élections de 1927, Lang redevint chef de l'opposition de 1927 à octobre 1930. Il resta député de Auburn de 1927 à 1946. Au cours de cette période la Grande Dépression commença sérieusement avec des effets dévastateurs sur le bien-être et l'emploi des Australiens.

## Retour aux affaires

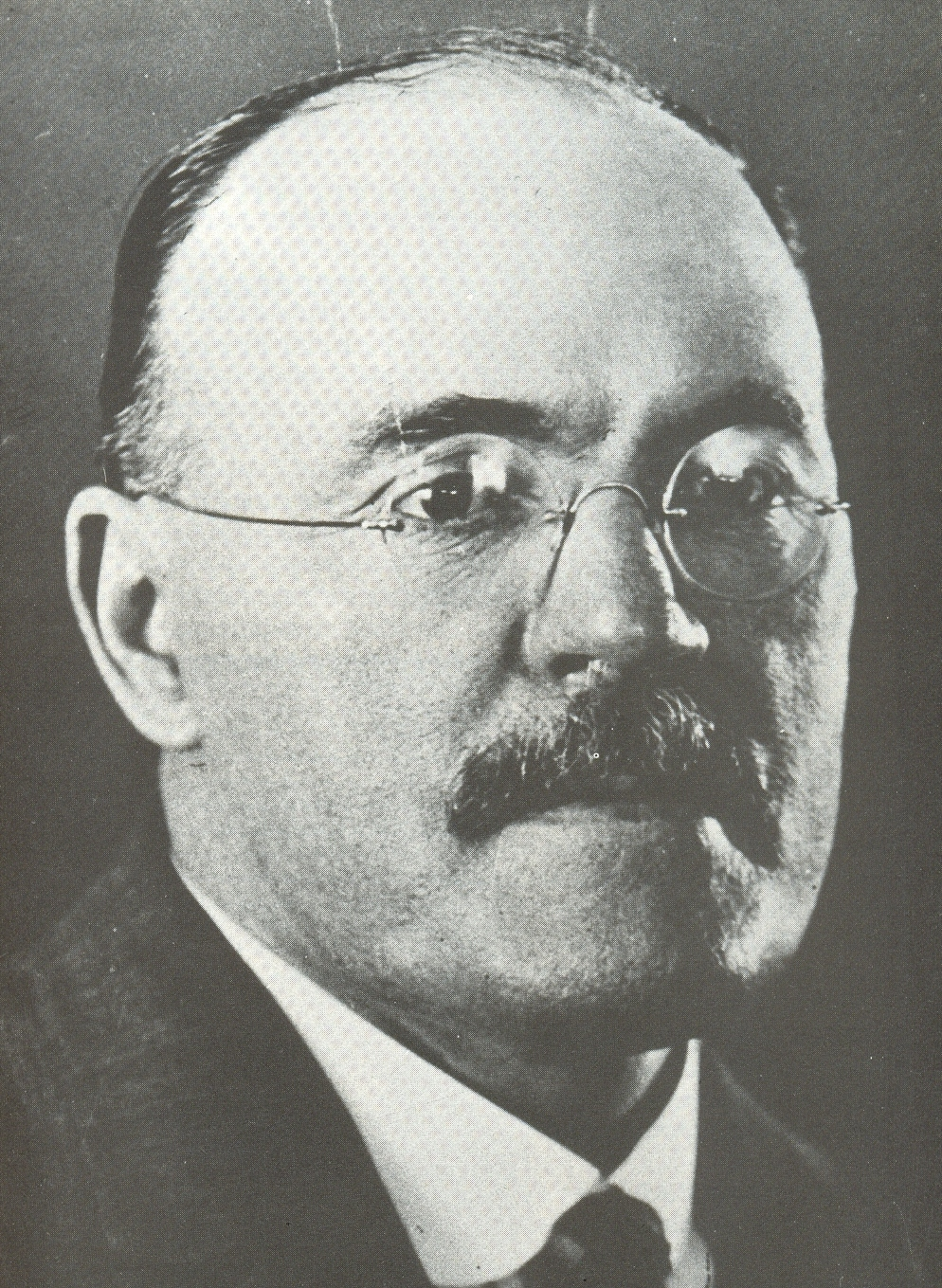
Jack Lang vers 1930.

En 1930, plus d'un adulte sur cinq vivant en Nouvelle-Galles du Sud était sans emploi. Les différents gouvernements australiens répondirent à la crise avec des mesures qui, selon Lang, faisaient pire que mieux avec des réductions des dépenses publiques, des salaires de la fonction publique et des annulations de travaux publics. Lang s'opposa vigoureusement à ces mesures et fut réélu à une large majorité en octobre 1930. 
Nommé premier ministre, Lang refusa de réduire les salaires et dépenses du gouvernement, une décision qui fut populaire auprès de ses électeurs mais qui plaça l'État dans une situation financière encore plus catastrophique. Il fit voter des lois restreignant les droits des propriétaires à expulser les locataires défaillants et insista sur la nécessité de faire payer un salaire minimum légal à tous les ouvriers par les services sociaux. 
En 1931, à une conférence sur la crise économique à Canberra, Jack Lang publia son propre programme pour le redressement économique. Le «Plan Lang» préconisait l'abandon du remboursement des intérêts aux créanciers étrangers jusqu'à ce que les conditions nationales s'améliorent, l'abolition de l'"Étalon-or" (Gold Standard) et son remplacement par un "Étalon-Marchandises" (Good Standard) afin que le montant de l'argent en circulation soit lié à la quantité de biens produits, et l'injection immédiate de 18 millions de £ d'argent frais dans l'économie sous forme de crédits de la "Commonwealth Bank of Australia". James Scullin, le premier ministre fédéral et tous les autres premiers ministres des différents États refusèrent.
Lang était un orateur brillant et, au cours des années de crise, il s'adressa à des foules immenses à Sydney et dans d'autres villes, assurant la promotion de son programme populiste et  dénonçant ses adversaires et leur richesse en termes extravagants. Ses disciples promurent des slogans comme "Lang est le droit" et "Lang est plus grand que Lénine". Mais Lang n'était pas un révolutionnaire ou même un socialiste, et il haïssait le Parti communiste, qui le dénonça à son tour comme un fasciste. 
Le 19 mars 1932, Lang inaugura le Pont du Port de Sydney et causa une certaine controverse quand il insista pour inaugurer officiellement le pont lui-même, plutôt que de permettre au Gouverneur, représentant du roi en Nouvelle-Galles du Sud, de le faire. Alors que Lang était sur le point de couper le ruban pour inaugurer le Pont, le capitaine François de Groot, un membre du mouvement d'extrême-droite, la "Nouvelle Garde", se jeta sur le ruban et le coupa avec son sabre. La "Nouvelle Garde" avait également prévu d'enlever Lang, et comploté un coup d'Etat contre lui au cours de la crise qui provoqua sa chute.

## La crise de 1931-1932
Au début de 1931, Jack Lang publia son propre plan de lutte contre la dépression, plan connu maintenant sous le nom de « Plan Lang » qui était en opposition avec l' « accord de Melbourne », que tous les autres gouvernements et le gouvernement fédéral avaient décidé d'adopter en 1930. Les points clés du plan Lang étaient la réduction des intérêts dus par les gouvernements australiens à des débiteurs australiens à 3 %, l'annulation du paiement des intérêts sur les obligations et  emprunts d'État faits à l'étranger, l'injection de plus de fonds dans le pays par la banque centrale de crédit pour relancer l'industrie et le commerce et la suppression de l'étalon-or, pour le remplacer par un étalon-Marchandises, où le montant de la monnaie en circulation serait fixé par rapport à la quantité de marchandises produites par l'économie australienne. Les banques avaient indiqué que s'il acceptait de rembourser les intérêts, elles lui prêteraient des sommes  supplémentaires supérieures aux sommes à rembourser ce qui lui donnerait un cash flow positif.
Lang s'opposa violemment au plan approuvé par les autres premiers ministres et par le premier ministre fédéral travailliste James Scullin, plan qui appelait à de plus fortes réductions encore de dépenses du gouvernement pour équilibrer le budget. En octobre 1931, les partisans de Lang au parlement votèrent avec l'opposition libérale et conservatrice pour faire tomber le gouvernement Scullin. Cette action provoqua l'éclatement du parti travailliste de Nouvelle-Galles du Sud en deux et les partisans de Lang, connus sous le nom Lang Labor, s'opposèrent aux supporters de Scullin, dirigés par Chifley, qui devinrent connus en Nouvelle-Galles du Sud sous le nom de Federal Labor. La plupart des sections du parti et des syndicats affiliés soutinrent Lang. 
Depuis 1928, le Gouvernement fédéral était devenu responsable des dettes des États membres en vertu d'un amendement à la Constitution. Le nouveau gouvernement de Joseph Lyons, paya les intérêts des obligations souscrites à l'étranger et retira ensuite l'argent des sommes déposées par la Nouvelle-Galles du Sud à la banque fédérale en s'appuyant sur la Financial Enforcement Act 1932, qui avait été approuvée par la Haute Cour. 
En réponse, Lang retira tous les fonds de l'État détenus sur des comptes bancaires fédéraux et les garda en liquide à la Chambre de Commerce, de sorte que le gouvernement fédéral ne pouvait plus avoir accès à l'argent. Le gouverneur, Sir Philip Game, informa Lang que, selon lui, cette action était illégale et que, si Lang ne revenait pas en arrière, il destituerait son gouvernement. Lang resta ferme et, le 13 mai 1932, le gouverneur retira sa charge à Lang et nomma le chef de l'opposition, Bertram Stevens, premier ministre. Stevens appela immédiatement à de nouvelles élections, où le parti travailliste fut sévèrement battu. 
Gerald Stone, dans son livre "1932", affirme que Lang avait envisagé l'arrestation du gouverneur pour empêcher sa propre destitution. Le risque fut jugé suffisamment élevé pour que les forces armées fédérales, qui auraient dû venir à l'aide du gouverneur, soient mises en état d'alerte.

## Dernières années
Lang continua de diriger le parti travailliste de l'opposition, la branche de Nouvelle-Galles du Sud du parti ayant fait sécession avec le reste du parti. Les conservateurs remportèrent les élections de 1935 et 1938. Après cette troisième défaite, les partisans du Federal Labor commencèrent à regagner du terrain en Nouvelle-Galles du Sud et de nombreux dirigeants syndicaux devinrent convaincus que le parti travailliste ne pourrait jamais gagner les élections tant que Lang serait à la tête du parti. Lang fut démis de son poste de leader de l'Opposition en Nouvelle-Galles du Sud en 1939 et fut remplacé par William McKell, qui devint premier ministre en 1941. 
Lang fut exclu du parti travailliste en 1942, et créa son propre parti travailliste parallèle, appelé parti travailliste australien (non communiste), mais cette fois il fut seulement minoritaire au sein des partis et des syndicats de Nouvelle-Galles du Sud. Il resta député jusqu'en 1946, date à laquelle, soutenu par le Parti libéral, il fut élu de façon inattendue sur un vote minoritaire à la Chambre des représentants par les partisans de Reid. En 1949, il fut battu et n'a jamais été réélu, malgré une tentative de se présenter au Sénat en 1951. 
Lang passa sa longue retraite à publier son journal The Century (Le siècle) et  écrivit plusieurs ouvrages sur sa vie politique, y compris The Great Bust, I Remember et The Turbulent Years. Il devint de plus en plus conservateur avec les années passant, continuant de soutenir la politique de l'Australie blanche alors que le reste du mouvement syndical l'avait abandonné depuis longtemps. À la fin de sa vie, il proclama fièrement que "Lang avait raison". Lang passa également du temps à visiter les écoles de Sydney racontant des souvenirs du temps où il était premier ministre au jeune public. Lang donna un certain nombre de conférences à l'université de Sydney dans les années 1972-1973, au cours desquelles il discuta de son rôle au gouvernement et d'autres sujets associés tels que la réforme économique, bien que les traces de ces cours n'existent pas. Il fut admis de nouveau au Parti travailliste en 1971, avec l'aide de son jeune protégé Paul Keating. 
Lang est mort à Auburn le 25 septembre 1975, à l'âge de 98 ans et a été enterré en présence d'une foule énorme assistant à la cérémonie de la messe de Requiem dans et en dehors de la Cathédrale St. Mary. D'éminents dirigeants du parti travailliste, dont le premier ministre Gough Whitlam assistèrent à ses funérailles.